# Utricularia resupinata
Utricularia resupinata este o specie de plante carnivore din genul Utricularia, familia Lentibulariaceae, ordinul Lamiales, descrisă de Benjamin Daniel Greene și Hitchcock. Conform Catalogue of Life specia Utricularia resupinata nu are subspecii cunoscute.